# Lebulau (Ort)
Lebulau (Lebu-Lau, Lebo-Lau, Lepulau) ist eine osttimoresische Siedlung im Suco Nuno-Mogue (Verwaltungsamt Hato-Udo, Gemeinde Ainaro).
Das Dorf liegt im Aldeia Lebulau, auf einer Meereshöhe von 982 m. Die Siedlung gruppiert sich entlang des nördlichen Teils der Überlandstraße von Ainaro nach Dili, die den Süden der Aldeia durchquert. Am Nordostrand von Lebulau überquert sie Straße über die Brücke Ponte Lebulau den Tolemau (Telemau), einen Quellfluss des Belulik. Am anderen Ufer beginnt das Dorf Suruhati (Suco Mulo). Nach Südwesten führt die Straße in das Nachbardorf Leobutu.
In Lebulau befindet sich eine Grundschule.